# 김병선 (배구인)
김병선(金炳善, 1973년 1월 3일~1995년 2월 21일)은 대한민국의 배구 선수로 현대자동차서비스 배구단 소속으로 뛰었다.

## 경력
부산 출신으로 부산동성중학교 재학 시절에 배구에 입문했다. 성균관대학교 시절부터 국가대표팀 센터로 활동했다.
장신(2m)을 이용한 고공 플레이와 출중한 기량으로 많은 팬들의 사랑을 받았지만, 성균관대학교 졸업 직전인 1995년 2월 21일에, 1994-95 슈퍼리그 시즌 중 마르판 증후군으로 인해 숙소에서 급사했다. 병사 직후 1995년 성균관대학교 전기 학위 수여식에서는 그에게 성균관대학교 체육교육학과 명예 학사 졸업장이 추서되었다.

## 출신 학교
- 성지공업고등학교
- 성균관대학교 체육교육학과

## 수훈
- 체육훈장 기린장(1994년 4월 21일)

## 같이 보기
- 김병선 (희극인)